# Cúp bóng chuyền nữ vô địch châu Á 2012
Cúp bóng chuyền nữ vô địch châu Á 2012 được tổ chức tại Cung văn hóa và thể thao Baluan Sholak, thánh phố Almaty, Kazakhstan.

## Chia bảng
Các đội được gieo hạt giống dựa trên thứ hạng cuối cùng của họ tại Giải bóng chuyền nữ Vô địch châu Á 2011.
| Bảng A                                                               | Bảng B                                              |
| -------------------------------------------------------------------- | --------------------------------------------------- |
| Kazakhstan (Chủ nhà) · Hàn Quốc (3rd) · Đài Bắc Trung Hoa · Thái Lan | Trung Quốc (1st) · Nhật Bản (2nd) · Việt Nam · Iran |

## Vòng bảng

### Bảng A
|      |                   | Trận đấu | Trận đấu | Điểm | Set | Set | Set   | Điểm | Điểm | Điểm  |
| Hạng | Đội               | T        | B        | Điểm | T   | B   | Tỉ lệ | T    | B    | Tỉ lệ |
| ---- | ----------------- | -------- | -------- | ---- | --- | --- | ----- | ---- | ---- | ----- |
| 1    | Thái Lan          | 3        | 0        | 9    | 9   | 1   | 9.000 | 248  | 213  | 1.164 |
| 2    | Kazakhstan        | 2        | 1        | 6    | 7   | 4   | 1.750 | 257  | 238  | 1.080 |
| 3    | Hàn Quốc          | 1        | 2        | 2    | 4   | 8   | 0.500 | 262  | 275  | 0.953 |
| 4    | Đài Bắc Trung Hoa | 0        | 3        | 1    | 2   | 9   | 0.222 | 219  | 260  | 0.842 |

| Ngày       | Thời gian |                   | Điểm |                   | Set 1 | Set 2 | Set 3 | Set 4 | Set 5 | Tổng    | Nguồn |
| ---------- | --------- | ----------------- | ---- | ----------------- | ----- | ----- | ----- | ----- | ----- | ------- | ----- |
| 10 tháng 9 | 13:00     | Hàn Quốc          | 0–3  | Thái Lan          | 23–25 | 23–25 | 20–25 |       |       | 66–75   | P2 P3 |
| 10 tháng 9 | 17:30     | Kazakhstan        | 3–0  | Đài Bắc Trung Hoa | 25–20 | 25–17 | 25–17 |       |       | 75–54   | P2 P3 |
| 11 tháng 9 | 13:00     | Thái Lan          | 3–0  | Đài Bắc Trung Hoa | 25–15 | 25–22 | 25–19 |       |       | 75–56   | P2 P3 |
| 11 tháng 9 | 15:00     | Hàn Quốc          | 1–3  | Kazakhstan        | 18–25 | 25–16 | 22–25 | 21–25 |       | 86–91   | P2 P3 |
| 12 tháng 9 | 11:00     | Đài Bắc Trung Hoa | 2–3  | Hàn Quốc          | 25–20 | 22–25 | 25–22 | 21–25 | 16–18 | 109–110 | P2 P3 |
| 12 tháng 9 | 17:30     | Kazakhstan        | 1–3  | Thái Lan          | 25–23 | 22–25 | 23–25 | 21–25 |       | 91–98   | P2 P3 |

### Bảng B
|      |            | Trận đấu | Trận đấu | Điểm | Set | Set | Set   | Điểm | Điểm | Điểm  |
| Hạng | Đội        | T        | B        | Điểm | T   | B   | Tỉ lệ | T    | B    | Tỉ lệ |
| ---- | ---------- | -------- | -------- | ---- | --- | --- | ----- | ---- | ---- | ----- |
| 1    | Trung Quốc | 3        | 0        | 9    | 9   | 0   | MAX   | 225  | 143  | 1.573 |
| 2    | Việt Nam   | 2        | 1        | 5    | 6   | 6   | 1.000 | 256  | 248  | 1.032 |
| 3    | Nhật Bản   | 1        | 2        | 4    | 5   | 6   | 0.833 | 230  | 238  | 0.966 |
| 4    | Iran       | 0        | 3        | 0    | 1   | 9   | 0.111 | 167  | 249  | 0.671 |

| Ngày       | Thời gian |            | Điểm |            | Set 1 | Set 2 | Set 3 | Set 4 | Set 5 | Tổng    | Nguồn |
| ---------- | --------- | ---------- | ---- | ---------- | ----- | ----- | ----- | ----- | ----- | ------- | ----- |
| 10 tháng 9 | 11:00     | Việt Nam   | 3–1  | Iran       | 25–11 | 25–18 | 24–26 | 25–17 |       | 99–72   | P2 P3 |
| 10 tháng 9 | 15:00     | Trung Quốc | 3–0  | Nhật Bản   | 25–18 | 25–17 | 25–19 |       |       | 75–54   | P2 P3 |
| 11 tháng 9 | 11:00     | Iran       | 0–3  | Nhật Bản   | 17–25 | 22–25 | 20–25 |       |       | 59–75   | P2 P3 |
| 11 tháng 9 | 17:30     | Việt Nam   | 0–3  | Trung Quốc | 12–25 | 18–25 | 23–25 |       |       | 53–75   | P2 P3 |
| 12 tháng 9 | 13:00     | Nhật Bản   | 2–3  | Việt Nam   | 25–20 | 23–25 | 25–17 | 13–25 | 15–17 | 101–104 | P2 P3 |
| 12 tháng 9 | 15:00     | Trung Quốc | 3–0  | Iran       | 25–16 | 25–10 | 25–10 |       |       | 75–36   | P2 P3 |

## Vòng chung kết
|  | Quarterfinals       | Quarterfinals       |                       |   | Semifinals | Semifinals |  |  | Final | Final |
|  |                     |                     |                       |   |            |            |  |  |       |       |
|  | 14 tháng 9 – Almaty |                     |                       |   |            |            |  |  |       |       |
|  |                     |                     |                       |   |            |            |  |  |       |       |
|  | Thái Lan            | 3                   |                       |   |            |            |  |  |       |       |
|  | Thái Lan            | 3                   | 15 tháng 9 – Almaty   |   |            |            |  |  |       |       |
|  | Iran                | 0                   |                       |   |            |            |  |  |       |       |
|  | Iran                | 0                   | Thái Lan              | 3 |            |            |  |  |       |       |
|  | 14 tháng 9 – Almaty |                     | Thái Lan              | 3 |            |            |  |  |       |       |
|  |                     | Việt Nam            | 0                     |   |            |            |  |  |       |       |
|  | Việt Nam            | Việt Nam            | 0                     | 3 |            |            |  |  |       |       |
|  | Việt Nam            |                     | 16 tháng 9 – Almaty   | 3 |            |            |  |  |       |       |
|  | Hàn Quốc            | 2                   |                       |   |            |            |  |  |       |       |
|  | Hàn Quốc            | 2                   | Thái Lan              | 3 |            |            |  |  |       |       |
|  | 14 tháng 9 – Almaty |                     | Thái Lan              | 3 |            |            |  |  |       |       |
|  |                     | Trung Quốc          | 1                     |   |            |            |  |  |       |       |
|  | Trung Quốc          | Trung Quốc          | 1                     | 3 |            |            |  |  |       |       |
|  | Trung Quốc          | 15 tháng 9 – Almaty |                       | 3 |            |            |  |  |       |       |
|  | Đài Bắc Trung Hoa   | 0                   |                       |   |            |            |  |  |       |       |
|  | Đài Bắc Trung Hoa   | 0                   | Trung Quốc            | 3 |            |            |  |  |       |       |
|  | 14 tháng 9 – Almaty |                     | Trung Quốc            | 3 |            |            |  |  |       |       |
|  |                     | Kazakhstan          | 0                     |   | 3rd place  | 3rd place  |  |  |       |       |
|  | Kazakhstan          | Kazakhstan          | 0                     | 3 | 3rd place  | 3rd place  |  |  |       |       |
|  | Kazakhstan          |                     | 16 September – Almaty | 3 |            |            |  |  |       |       |
|  | Nhật Bản            | 1                   |                       |   |            |            |  |  |       |       |
|  | Nhật Bản            | 1                   | Việt Nam              | 0 |            |            |  |  |       |       |
|  |                     |                     |                       |   |            |            |  |  |       |       |
|  | Kazakhstan          | 3                   |                       |   |            |            |  |  |       |       |
|  | Kazakhstan          | 3                   |                       |   |            |            |  |  |       |       |

|  | Phân hạng 5-8       | Phân hạng 5-8 |                     |   | Tranh hạng 5 | Tranh hạng 5 |
|  |                     |               |                     |   |              |              |
|  | 15 tháng 9 – Almaty |               |                     |   |              |              |
|  |                     |               |                     |   |              |              |
|  | Đài Bắc Trung Hoa   | 0             |                     |   |              |              |
|  | Đài Bắc Trung Hoa   | 0             | 16 tháng 9 – Almaty |   |              |              |
|  | Nhật Bản            | 3             |                     |   |              |              |
|  | Nhật Bản            | 3             | Nhật Bản            | 3 |              |              |
|  | 15 tháng 9 – Almaty |               | Nhật Bản            | 3 |              |              |
|  |                     | Hàn Quốc      | 0                   |   |              |              |
|  | Iran                | Hàn Quốc      | 0                   | 0 |              |              |
|  | Iran                |               |                     | 0 |              |              |
|  | Hàn Quốc            | 3             |                     |   |              |              |
|  | Hàn Quốc            | 3             | Tranh hạng 7        |   |              |              |
|  |                     |               |                     |   |              |              |
|  | 16 tháng 9 – Almaty |               |                     |   |              |              |
|  |                     |               |                     |   |              |              |
|  | Đài Bắc Trung Hoa   | 3             |                     |   |              |              |
|  | Đài Bắc Trung Hoa   | 3             |                     |   |              |              |
|  | Iran                | 0             |                     |   |              |              |

### Tứ kết
| Ngày       | Thời gian |            | Điểm |                   | Set 1 | Set 2 | Set 3 | Set 4 | Set 5 | Tổng   | Nguồn |
| ---------- | --------- | ---------- | ---- | ----------------- | ----- | ----- | ----- | ----- | ----- | ------ | ----- |
| 14 tháng 9 | 13:00     | Thái Lan   | 3–0  | Iran              | 25–19 | 25–18 | 25–16 |       |       | 75–53  | P2 P3 |
| 14 tháng 9 | 15:00     | Trung Quốc | 3–0  | Đài Bắc Trung Hoa | 25–20 | 25–8  | 27–25 |       |       | 77–53  | P2 P3 |
| 14 tháng 9 | 17:30     | Kazakhstan | 3–1  | Nhật Bản          | 25–21 | 25–21 | 19–25 | 25–20 |       | 94–87  | P2 P3 |
| 14 tháng 9 | 19:30     | Việt Nam   | 3–2  | Hàn Quốc          | 17–25 | 25–23 | 14–25 | 25–22 | 15–11 | 96–106 | P2 P3 |

### Phân hang 5-8
| Ngày       | Thời gian |                   | Điểm |          | Set 1 | Set 2 | Set 3 | Set 4 | Set 5 | Tổng  | Nguồn |
| ---------- | --------- | ----------------- | ---- | -------- | ----- | ----- | ----- | ----- | ----- | ----- | ----- |
| 15 tháng 9 | 11:00     | Đài Bắc Trung Hoa | 0–3  | Nhật Bản | 17–25 | 15–25 | 17–25 |       |       | 49–75 | P2 P3 |
| 15 tháng 9 | 13:00     | Iran              | 0–3  | Hàn Quốc | 16–25 | 20–25 | 20–25 |       |       | 56–75 | P2 P3 |

### Bán kết
| Ngày       | Thời gian |            | Điểm |            | Set 1 | Set 2 | Set 3 | Set 4 | Set 5 | Tổng  | Nguồn |
| ---------- | --------- | ---------- | ---- | ---------- | ----- | ----- | ----- | ----- | ----- | ----- | ----- |
| 15 tháng 9 | 15:00     | Thái Lan   | 3–0  | Việt Nam   | 25–22 | 26–24 | 25–17 |       |       | 76–63 | P2 P3 |
| 15 tháng 9 | 17:30     | Trung Quốc | 3–0  | Kazakhstan | 25–20 | 25–14 | 25–11 |       |       | 75–45 | P2 P3 |

### Tranh hạng 7
| Ngày       | Thời gian |                   | Điểm |      | Set 1 | Set 2 | Set 3 | Set 4 | Set 5 | Tổng  | Nguồn |
| ---------- | --------- | ----------------- | ---- | ---- | ----- | ----- | ----- | ----- | ----- | ----- | ----- |
| 16 tháng 9 | 11:00     | Đài Bắc Trung Hoa | 3–0  | Iran | 25–21 | 25–20 | 25–15 |       |       | 75–56 | P2 P3 |

### Tranh hạng 5
| Ngày       | Thời gian |          | Điểm |          | Set 1 | Set 2 | Set 3 | Set 4 | Set 5 | Tổng  | Nguồn |
| ---------- | --------- | -------- | ---- | -------- | ----- | ----- | ----- | ----- | ----- | ----- | ----- |
| 16 tháng 9 | 13:00     | Nhật Bản | 3–0  | Hàn Quốc | 25–18 | 25–17 | 25–11 |       |       | 75–46 | P2 P3 |

### Tranh hạng 3
| Ngày       | Thời gian |          | Điểm |            | Set 1 | Set 2 | Set 3 | Set 4 | Set 5 | Tổng  | Nguồn |
| ---------- | --------- | -------- | ---- | ---------- | ----- | ----- | ----- | ----- | ----- | ----- | ----- |
| 16 tháng 9 | 15:00     | Việt Nam | 0–3  | Kazakhstan | 18–25 | 20–25 | 16–25 |       |       | 54–75 | P2 P3 |

### Chung kết
| Ngày       | Thời gian |          | Điểm |            | Set 1 | Set 2 | Set 3 | Set 4 | Set 5 | Tổng   | Nguồn |
| ---------- | --------- | -------- | ---- | ---------- | ----- | ----- | ----- | ----- | ----- | ------ | ----- |
| 16 tháng 9 | 17:30     | Thái Lan | 3–1  | Trung Quốc | 30–28 | 25–27 | 25–21 | 25–20 |       | 105–96 | P2 P3 |

## Xếp hạng chung cuộc
| Rank | Team              |
| ---- | ----------------- |
| 1    | Thái Lan          |
| 2    | Trung Quốc        |
| 3    | Kazakhstan        |
| 4    | Việt Nam          |
| 5    | Nhật Bản          |
| 6    | Hàn Quốc          |
| 7    | Đài Bắc Trung Hoa |
| 8    | Iran              |

|  | Đủ điều kiện tham dự 2013 World Grand Prix |

| 2012 Asian Cup Champions |
| ------------------------ |
| · Thái Lan · Lần 1       |

## Danh hiệu cá nhân
- Vận động viên toàn diện:  Onuma Sittirak
- Ghi điểm tốt nhất:  Onuma Sittirak
- Chủ công xuất sắc nhất:  Onuma Sittirak
- Chắn bóng tốt nhất:  Xu Yunli
- Phát bóng tốt nhất:  Hui Ruoqi
- Chuyền hai xuất sắc nhất:  Nootsara Tomkom
- Libero xuất sắc nhất:  Marina Storozhenko

## Triển lãm

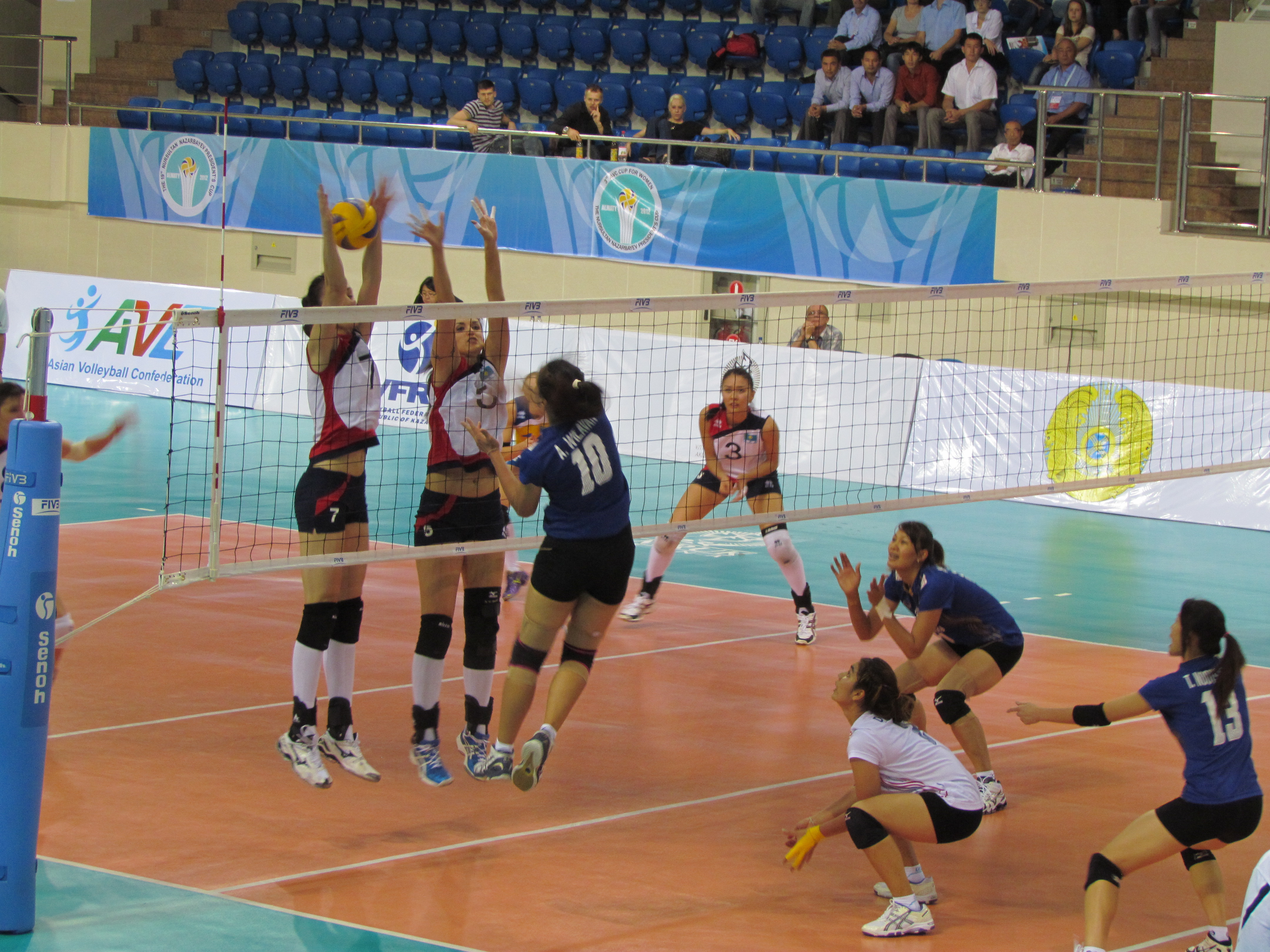
Kazakhstan – Thái Lan
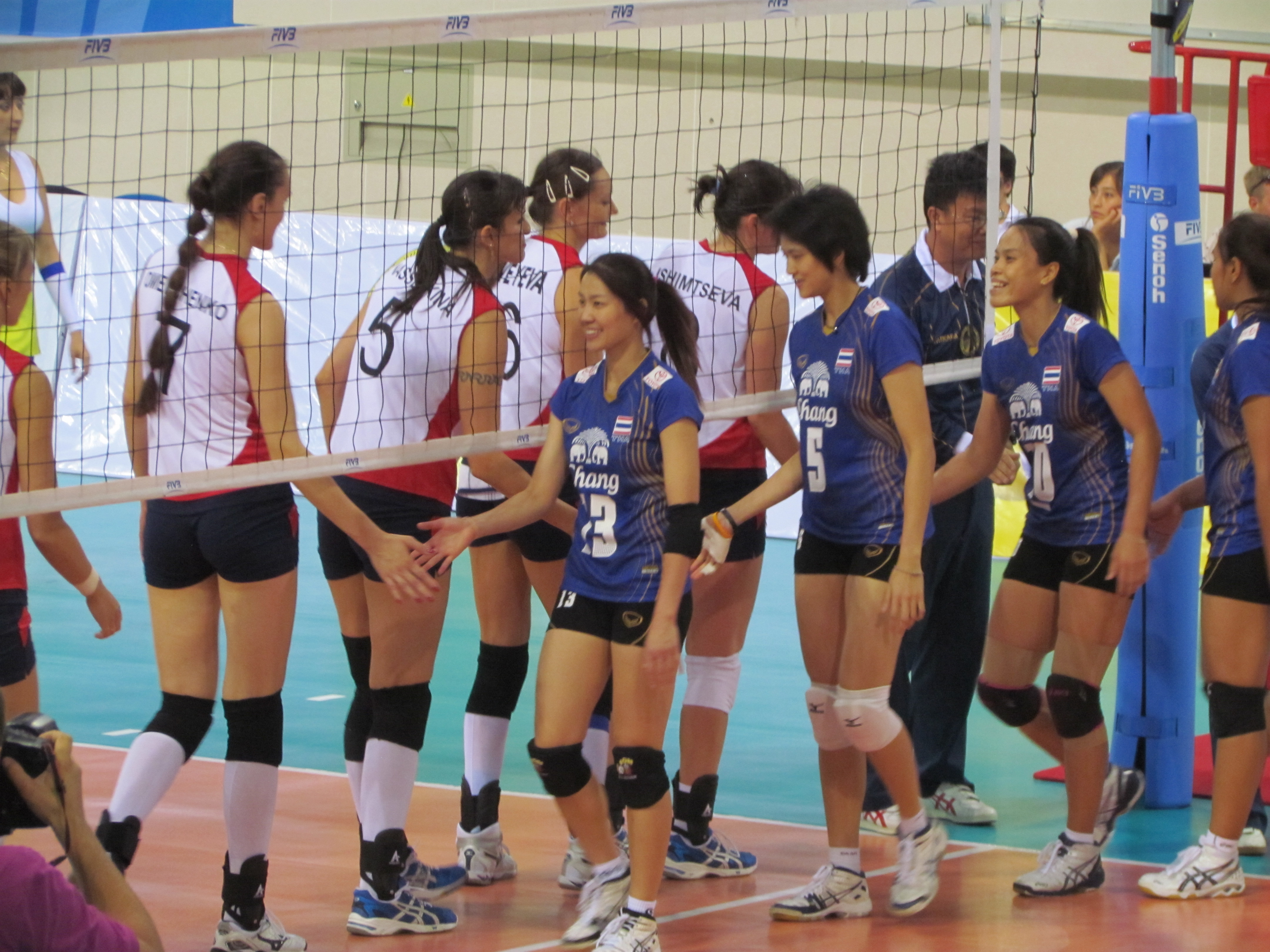
Kazakhstan – Thái Lan
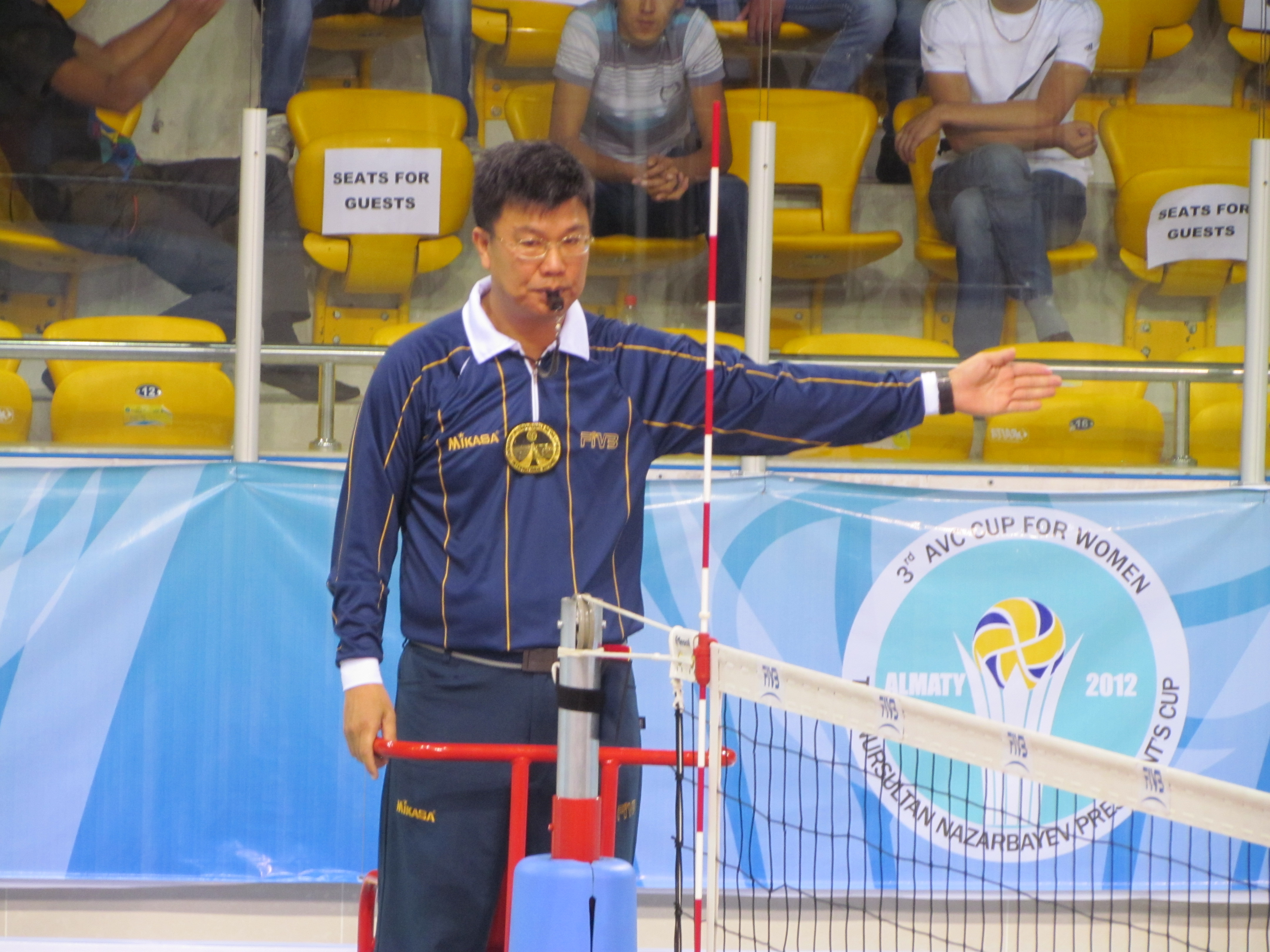
Trọng tài đến từ Đài Loan C. L. Chun
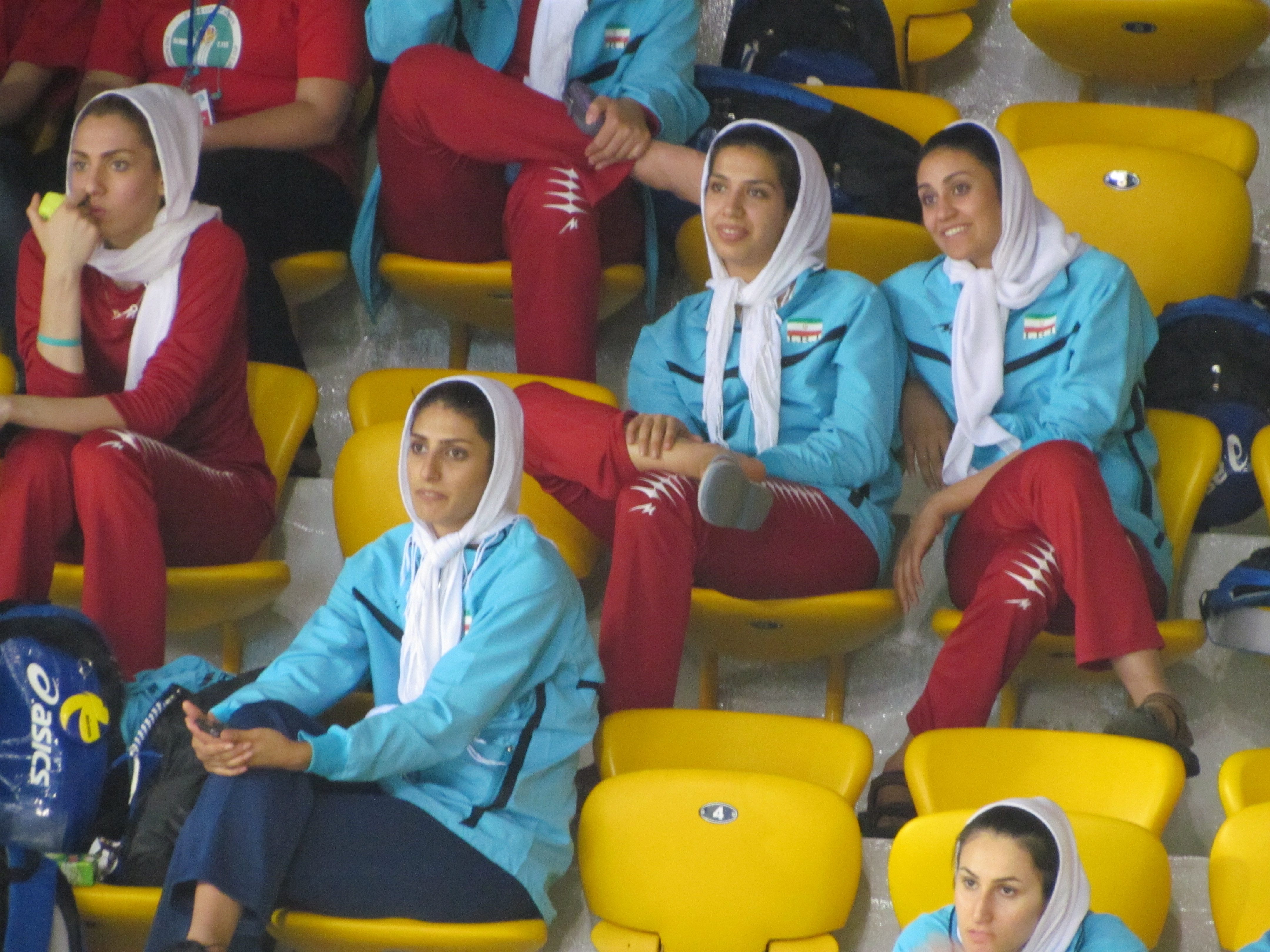
Vận động viên bóng chuyền Iran